# プブリウス・セルウィリウス・ゲミヌス
プブリウス・セルウィリウス・ゲミヌス（ラテン語: Publius Servilius Geminus、生没年不詳）は紀元前3世紀中期の共和政ローマの政治家・軍人。紀元前252年と紀元前248年に執政官（コンスル）を務めた。第一次ポエニ戦争の最中であり、ゲミヌスはシケリアで戦った。詩人エンニウスの友人とも言われている。

## 出自
パトリキであるセルウィリウス氏族の出身。セルウィウス氏族はアルバ・ロンガから最初にローマに移住した6氏族の一つである。カピトリニスのファスティによれば、父のプラエノーメン（第一名、個人名）はクィントゥス、祖父はグナエウスである。彼にはクィントゥスという双子の兄弟がおり、これがコグノーメン（第三名、家族名）であるゲミヌス（双子）の由来となり、彼の子孫もこれを引き継いだ。クィントゥスに関しては名前以外は何も知られていない。紀元前253年の執政官グナエウス・セルウィリウス・カエピオはいとこである。
ゲミヌスには二人の息子がいた。一人は紀元前217年の執政官グナエウス・セルウィリウス・ゲミヌス、もう一人は紀元前218年の法務官（プラエトル）ガイウス・セルウィリウス・ゲミヌスである。ガイウスはガリアとの戦争で15年間捕虜となり、同名の息子である紀元前203年の執政官ガイウス・セルウィリウス・ゲミヌスに救出されている。

## 経歴
ゲミヌスが資料に登場するのは、紀元前252年と紀元前248年の執政官時代に関するもののみである。何れの場合も、同僚執政官はプレブス（平民）のガイウス・アウレリウス・コッタであり、翌年の執政官の一人はルキウス・カエキリウス・メテッルスであった。歴史学者のE. Badianは、彼ら3つのノビレス（新貴族）氏族、アウレリウス氏族、セルウィリウス氏族およびカエキリウス・メテッルス家の間に強い同盟関係があったと結論づけている。この同盟関係は、紀元前2世紀末まで続いた。コッタとゲミニスは共同してシケリアでカルタゴと戦った。この間に記録に頻繁に登場するのはコッタであり、ゲミヌスはその影に隠れている。
紀元前252年、両執政官は、シケリア北岸のヒメラを含むカルタゴの拠点を占領している。ローマに戻ったコッタは「シケリアのカルタゴ軍」に対する勝利を讃え、凱旋式を実施する栄誉を得た。紀元前248年、両執政官は再度シケリアに派遣されたが、明確な勝利を得ることはできなかった。ローマ、カルタゴ両軍共に長期にわたる戦争に疲弊しており、積極的な作戦は行わなかった。カルタゴ軍はリルバイウム（現在のマルサーラ）とドレパナ（現在のトラーパニ）に立て篭もっており、両執政官はどちらの都市も攻略することができなかった。
2世紀の歴史家アウルス・ゲッリウスは、その著作『アッティカ夜話』の中で、エンニウスの『年代記』7巻にある話として、
と述べ、著名で高い地位にある人物が持つべき資質を列記している。ゲッリウスはこのセルウィリウス・ゲミヌスとはプブリウスのことと考えていたようであるが、現代の研究者は息子のことと考えている。

## 参考資料

### 古代の資料
- アウルス・ゲッリウス『アッティカ夜話』
- カピトリヌスのファスティ

### 研究書
- Bédian E.  "Cepion and Norban (notes on the decade of 100-90 BC)" // Studia Historica. - 2010. - number X . - P. 162-207 .
- Rodionov E. "Punic Wars." - St. Petersburg. : SPbGU, 2005. - 626 p. - ISBN 5-288-03650-0 .
- Broughton R. "Magistrates of the Roman Republic." - New York, 1951. - Vol. I. - P. 600.
- Clebs E.  "Aurelius 94" // RE. - 1896. - T. II, 2 . - С. 2481-2482 .
- Geiger J.  "The Last Servilii Caepiones of the Republic" // Ancient Society. - 1973. - No. IV . - P. 143-156 .
- Münzer F. "Servilii Caepiones" // Paulys Realencyclopädie der classischen Altertumswissenschaft . - 1942. - Bd. II A, 2. - Kol. 1775-1780.
- Münzer F. "Servilius 59" // Paulys Realencyclopädie der classischen Altertumswissenschaft . - 1942. - Bd. II A, 2. - Kol. 1791-1792.
- Münzer F. "Servilius 59ff" // Paulys Realencyclopädie der classischen Altertumswissenschaft . - 1942. - Bd. II A, 2. - Kol. 1791.
- Münzer F. "Servilius 62" // Paulys Realencyclopädie der classischen Altertumswissenschaft . - 1942. - Bd. II A, 2. - Kol. 1795-1796.
- Münzer F. "Servilius 63" // Paulys Realencyclopädie der classischen Altertumswissenschaft . - 1942. - Bd. II A, 2. - Kol. 1796.